# 豊見城市消防本部
豊見城市消防本部（とみぐすくししょうぼうほんぶ）は、沖縄県豊見城市の消防部局（消防本部）。管轄区域は豊見城市全域。

## 概要
- 消防本部：豊見城市字高安339番地1
- 管内面積：19.60km2
- 職員数：5７人
- 消防署1カ所

### 主力機械
2019年4月1日現在
- 水槽付消防ポンプ自動車：2
- はしご付消防自動車：1
- 化学消防自動車：1
- 水槽車：1
- 救急自動車：3
- 救助工作車：1
- 水難救助車：1
- 指令車：1
- 広報車：2
- 小型動力ポンプ積載車：1
- 資器材搬送車：2
- 事務連絡車：1
- 救助艇：3
- 牽引車両：1

## 沿革
- 1977年4月1日  豊見城村消防本部・消防署を設置する。

## 組織
- 本部 - 総務課、予防課、警防課
- 消防署

## 消防署
| 消防署         | 住所           |
| -------------- | -------------- |
| 豊見城市消防署 | 字高安339番地1 |